# Juniperus tibetica
Juniperus tibetica är en cypressväxtart som beskrevs av Vladimir Leontjevitj Komarov. Juniperus tibetica ingår i släktet enar och familjen cypressväxter. Inga underarter finns listade i Catalogue of Life.
Denna en förekommer i Kina i provinserna Gansu, Qinghai, Sichuan och Tibet (Xizang). Den växer i bergstrakter och på högplatå mellan 2600 och 4900 meter över havet. Arten bildar på höga höjder ofta mindre skogar eller trädgrupper tillsammans med Juniperus convallium. I utbredningsområdets lägre delar äter jak från denna en som därför är utformad som en buske. Buskarna bildar tillsammans med växter av malörtssläktet och med gräs en stäpp. Bredvid denna stäpp kan det finnas trädgrupper med arter av gransläktet eller med en underart av Cupressus torulosa. Utbredningsområdet nås sällan av monsunregn. Klimatet är därför kontinentalt med intensiv frost under vintern.
Trä från Juniperus tibetica används av lokalbefolkningen som ved. De nämnda slidhornsdjuren och andra betesdjur kan orsaka stor skada på flera träd. I olika buddhistiska tempel är enen helgad och skyddad. IUCN kategoriserar arten globalt som sårbar (VU).